# Rekel

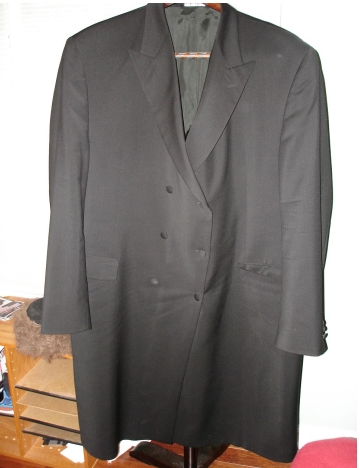
Un Rekel

Un Rekel est un habit, fait en laine ou en soie, qui est une longue veste croisée, que les Hassidim portent durant la semaine.